# Everyday III
Everyday III è il quarto EP del gruppo musicale sudcoreano Girl's Day, pubblicato nel 2014 dall'etichetta discografica DreamTea Entertainment insieme a LOEN Entertainment.

## Il disco
Il 10 dicembre 2013 fu rivelato che le Girl's Day stavano terminando la preparazione dell'EP, il quale sarebbe uscito la prima settimana di gennaio. Il 19 dicembre, la DreamTea Entertainment annunciò ufficialmente il ritorno del gruppo con l'EP per il 3 gennaio 2014. Furono poi pubblicate le foto teaser dei singoli membri: Sojin il 29 dicembre, Hyeri il 30, Minah il 31 e Yura il 1º gennaio. Il teaser del video musicale della title track "Something", pubblicato il 29 dicembre, mostrò un concept sexy e femminile utilizzato dal gruppo. L'EP completo con il video musicale di "Something" fu pubblicato il 3 gennaio 2014. Tutte le tracce contenute nel disco sono scritte, composte e prodotte da Duble Sidekick. A poche ore dalla sua uscita, "Something" raggiunse la prima posizione su classifiche come Bugs, Soribada e Daum, mentre la seconda posizione su Melon, Mnet e Olleh Music.
Le promozioni iniziarono lo stesso giorno della pubblicazione, il 3 gennaio, e si conclusero il 16 febbraio. Il brano "Something" fu utilizzato come traccia promozionale nelle loro performance nei programmi M! Countdown, Music Bank, Show! Music Core e Inkigayo.

## Tracce
1. G.D.P – 1:37 (Duble Sidekick)
2. Something – 3:22 (Duble Sidekick)
3. Whistle (휘파람) – 3:34 (Duble Sidekick)
4. Show You – 4:01 (Duble Sidekick)
5. Something (Inst.) – 3:22 (Duble Sidekick)

## Formazione
- Sojin – voce
- Yura – rapper, voce
- Minah – voce
- Hyeri – voce